# François Bricq
Pour les articles homonymes, voir Bricq.
 (septembre 2021).
Si vous disposez d'ouvrages ou d'articles de référence ou si vous connaissez des sites web de qualité traitant du thème abordé ici, merci de compléter l'article en donnant les références utiles à sa vérifiabilité et en les liant à la section « Notes et références ».
François Bricq est un peintre français né le 22 novembre 1937 à Neuilly-sur-Seine et mort le 25 mars 2013 à Paris 18e.

## Biographie
Né en 1937, François Bricq passe une partie de son enfance, durant la Seconde Guerre mondiale, à Villiers-Adam,
où il accomplit sa scolarité à l’école primaire. Malgré le cadre encore campagnard alors de ce lieu de résidence, les dessins qu’il multiplie dès cette époque ont surtout pour objets les voitures, les avions, et les scènes de guerre. Il sera ensuite scolarisé au lycée Pasteur de Neuilly, avant d’entamer des études universitaires à la Sorbonne où il se consacre à la philosophie, à l'histoire de l'art et à la géographie. Titulaire d'un DES de géographie, puis d'un CAPES en 1969, il va ensuite enseigner dans un lycée de la région parisienne, puis à Paris même.
Il considère cette première partie de son activité professionnelle comme « une erreur d'aiguillage » qui l’a éloigné momentanément du dessin et de la peinture avec lesquels il renoue vers 1967 et surtout à la suite des évènements de mai 1968, réalisant affiches, sérigraphies, et tableaux. Il participe au mouvement de « la jeune peinture » et quitte officiellement l'enseignement en 1978. Il installe alors son atelier à Montmartre et se consacre à la peinture. Son intérêt pictural est orienté durant cette période sur les reflets produits par les surfaces métalliques, notamment celles des carlingues, hélices d'avions et carrosseries de voitures.
En 1982, l’un des as du pilotage de la Seconde Guerre mondiale, le colonel Edmond Petit, remarque ses tableaux d’avions ce qui lui vaut d’être nommé peintre de l'Air, fonction qu’il conservera jusqu’en 2005.
Il expose régulièrement de 1971 à 2005, puis travaille exclusivement pour quelques grands collectionneurs européens.

### Parcours artistique
À la fin des années 1960, quand il reprend son travail de peintre et dessinateur, François Bricq s’inscrit dans le courant abstrait de l’École de Paris. Mais il éprouve ensuite le sentiment que l’abstraction le mène à une impasse et l’empêche d’exploiter tout le potentiel du réel. Il se tourne donc, à partir de 1973, vers une expression réaliste. Son travail se révèle en fait proche de l'hyperréalisme et apportera une contribution essentielle à ce mouvement[réf. nécessaire].

## Expositions

### Expositions personnelles
- 1971 : Cité Universitaire, Paris
- 1980 : Octogone, Paris
- 1982 : Air France, Paris
- 1985 : Galerie Troy, Paris
- 1985 : Mac 2000,Grand Palais, Paris
- 1984 : Show Room Cassina, Paris
- 1986 : Mac 2000, Grand Palais, Paris
- 1987 : Rétrospective Musée des beaux-arts de Carcassonne, France
- 1988 : Mac 2000, Grand Palais, Paris
- 1990 : Air Fair Expo, galerie : Dialectus, Stockholm, Suède
- 1990 : Galerie Vitesse, Paris
- 1991 : Galerie Berghe, Le Touquet, France
- 1993 : Salon de l'aéronautique et de l'espace  Stand Breitling et Eurocopter, Le Bourget
- 1993 : Galerie Vitesse, Paris
- 1995 : Salon de l'aéronautique et de l'espace  Stand Breitling et Eurocopter, Le Bourget
- 1995 : Galerie Vitesse, Paris
- 2001 : Aircraft Intérior Products, Le Bourget

### Expositions collectives
- 1971 : ARC, Musée des enfants, MAMVP, Paris
- 1972 : Salon d'automne, Paris  (1979 , 1983)
- 1975 : Salon de la jeune peinture, Paris
- 1974 : Salon "Comparaisons", Paris  (1982, 1984, 1986)
- 1978 : Figuration critique, Ranelagh, Paris
- 1979 : Galerie Alos, Toulouse, France
- 1980 : Réalisme ou pas, les Ullis, France
- 1980 : Réalisme et imagerie, Montreuil, Bagnère de Bigorre, France
- 1980 : Galerie Octogone, Paris
- 1980 : Galerie expression, Le Havre, France
- 1981 : Galerie Artériel, Paris
- 1981 : Figures du réel, Montreuil, Avignon, France
- 1982 : UNESCO, Paris
- 1982 : Le rêve d'Icare, Orly, France
- 1983 : Galerie Limugal, Paris
- 1983 : La part du rêve, Grand Palais, Paris
- 1984 : Figures, Figures, Gare de l'est, Paris
- 1985 : Galerie Vorpal, San Francisco, États-Unis
- 1986 : Les figurations, Paris
- 1989 : Five portraits for the revolution, Washington, Baltimore,
- 1991 : Musée de l'air et de l'espace, Le Bourget, France
- 1992 : Mémorial de la Paix, Caen, France
- 1994 : The guild of Aviation Artist, Londres,
- 1997 :  Salon de l'aéronautique et de l'espace, Le Bourget, France
- 1997 :  Galerie Vitesse, Paris
- 1998 : Salon des peintres officiels de l'air et de l'espace, Paris
- 1998 : Paris Fine Arts, Web Galery
- 2000 : Salon des peintres officiels de l'air et de l'espace, Paris
- 2001 : Malerei der Lufte, Munich.
- 2001 : Salon de l'aéronautique et de l'espace  Stand Breitling
- 2001 : Salon des peintres officiels de l'air et de l'espace, Le Bourget, France.
- 2001 : Airbus Industrie, Toulouse, France
- 2002 : Galerie Vitesse, Paris
- 2003 : Pari de l'art contemporain, Aix-en-Provence, France
- 2005 : Galerie Catherine et André Hug, Art contemporain Jacob 1,  Paris